# Zenaida aurita
La tortora di Zenaide o tortora alibianche delle isole (Zenaida aurita Temminck, 1809) è un uccello della famiglia dei Columbidi originario delle Indie Occidentali e della penisola dello Yucatán. Il nome generico e quello comune, attribuiti alla specie dal famoso ornitologo francese Carlo Luciano Bonaparte, commemorano sua moglie Zénaïde Bonaparte, figlia di Giuseppe Bonaparte e Julie Clary.

## Descrizione
Diffusa in tutti i Caraibi, la tortora di Zenaide è una specie di tortora piuttosto tozza dal richiamo basso e lamentoso. Misura 28-30,5 cm di lunghezza; il peso si aggira sui 149-180 g nei maschi e sui 120-145 g nelle femmine. Il suo piumaggio è prevalentemente bruno-rossastro o bruno-grigiastro sopra e bruno-rosato più chiaro sotto, con testa dalla tinta più virata sul cannella e parte posteriore del collo grigiastra. Ai lati del collo vi è una macchia viola iridescente, e ai lati della faccia vi sono due strisce blu-violetto scuro, che appaiono nere se osservate a distanza. Sulle ali vi sono delle macchie nere, e le remiganti secondarie esterne hanno le estremità bianche. La coda è piuttosto arrotondata, con una banda nera presso l’estremità e punte bianche sulle remiganti esterne. Il becco è nero e zampe e piedi sono rossi.
La femmina presenta colori meno vivaci e più chiari del maschio, con dorso dai toni più grigi e macchie iridescenti sul collo più piccole. Gli esemplari giovani somigliano alla femmina adulta, ma sono privi delle macchie iridescenti sul collo e hanno le estremità delle penne del dorso e delle ali color camoscio. Vengono generalmente riconosciute tre sottospecie di tortora di Zenaide: Zenaida aurita aurita, Zenaida aurita salvadorii e Zenaida aurita zenaida. La sottospecie Zenaida aurita zenaida è più scura e ha le estremità delle penne della coda grigio-bluastre invece che bianche, mentre Zenaida aurita salvadorii presenta una colorazione dai toni più grigiastri o bruno-oliva sul dorso, con una sfumatura rossastra appena leggermente visibile, ed estremità delle penne della coda bianco-grigiastre.
La tortora di Zenaide emette un gentile canto dalle tonalità lamentose, descritto come coo-oo, coo, coo, coo o hoo’ooo-oo oo-ooo. Tale canto ricorda quello della tortora americana (Zenaida macroura), sua stretta parente, ma solitamente è leggermente più breve. La tortara di Zenaide, inoltre, si può distinguere da quest’ultima anche per avere coda più corta e meno appuntita, zampe e piedi proporzionalmente più grandi e macchie bianche sulle ali.

## Biologia
Nonostante spesso nidifichi e stia appollaiata sugli alberi, la tortora di Zenaide generalmente va in cerca di cibo, e talvolta nidifica, al suolo. Di solito viene avvistata da sola o in coppie, ma occasionalmente più formare piccoli stormi. La sua dieta comprende una vasta gamma di frutti e di semi, ma è stata vista anche mangiare lombrichi, formiche e mosche. Inoltre, ingerisce talvolta pezzetti di sale dai depositi nel terreno o dai blocchi che vengono distribuiti al bestiame domestico, probabilmente per incrementare l’apporto di sodio.

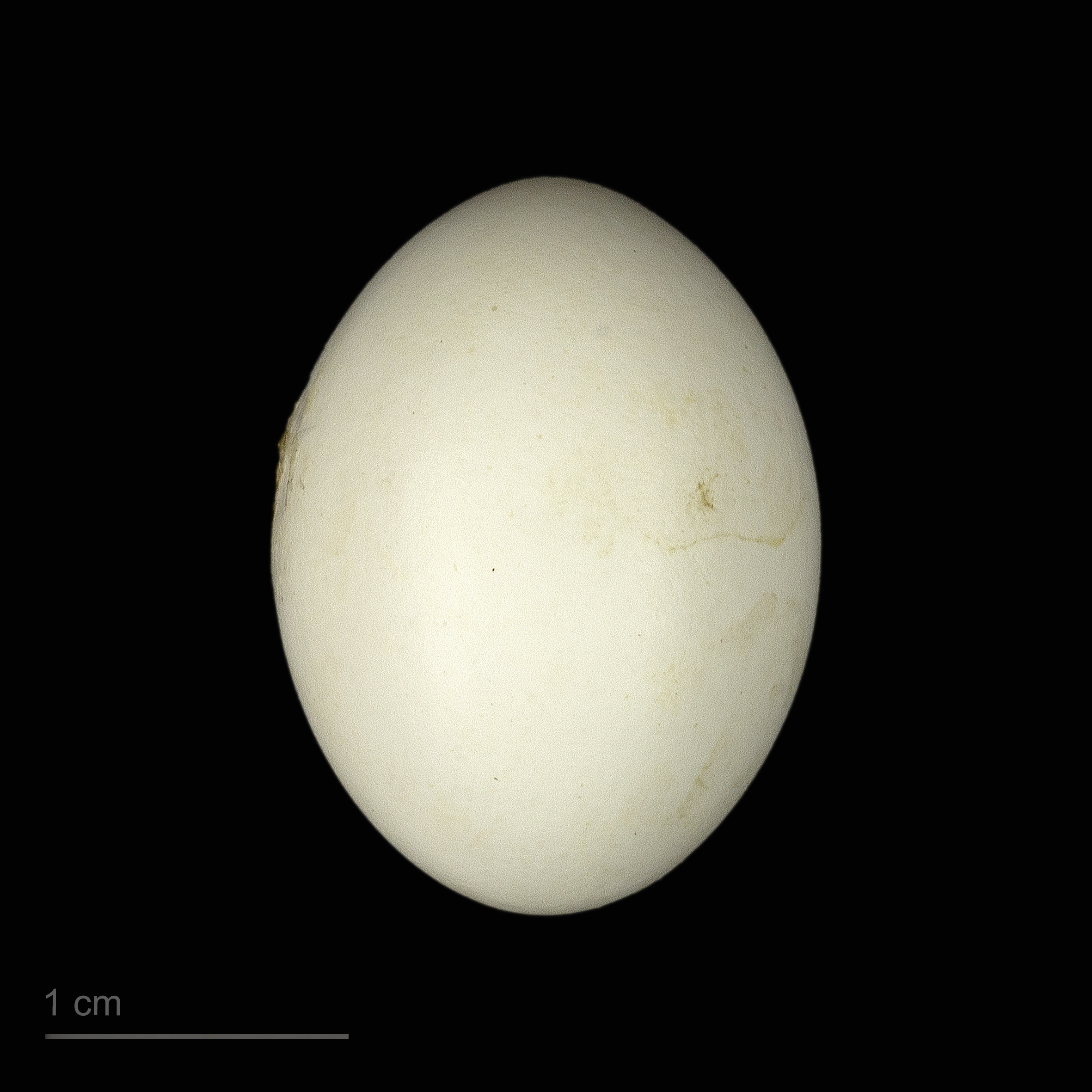
Uova di Zenaida aurita aurita - Museo di Tolosa

La stagione della nidificazione varia a seconda della località, spaziando da marzo a dicembre in Dominica e da maggio ad agosto nelle isole Vergini, fino a tutto l’anno a Porto Rico. Il nido può essere costruito su un albero o un arbusto, o addirittura sul terreno nelle isole dove i predatori sono pochi o del tutto assenti. Generalmente vengono deposte due uova bianche, che vengono covate per 13-15 giorni.
Come altri piccioni e tortore, probabilmente anche la tortora di Zenaide nutre i pulcini appena sgusciati dall’uovo con un'insolita secrezione prodotta dal gozzo dell’adulto. Nota come «latte di piccione», questa sostanza è ricca di energia e nutrienti e permette alle piccole tortore di crescere rapidamente. In seguito la loro dieta viene incrementata con semi. Entrambi gli adulti si prendono cura dei pulcini, che si involano a 13-15 giorni. La tortora di Zenaide è in grado di riprodursi già entro il primo anno di vita, e ogni coppia può produrre fino a quattro nidiate all’anno.

## Distribuzione e habitat
La tortora di Zenaide è diffusa nei Caraibi e lungo la costa settentrionale della penisola dello Yucatán, in Messico. La sottospecie Zenaida aurita aurita vive nelle Piccole Antille, da Anguilla a Grenada, mentre Zenaida aurita salvadorii vive nella penisola dello Yucatán e sulle vicine isole di Cozumel, Holbox e Mujeres. Zenaida aurita zenaida vive nelle Bahamas, a Cuba, nelle isole Cayman, in Giamaica, a Hispaniola, a Porto Rico e nelle isole Vergini Americane e britanniche. In passato viveva anche nelle Florida Keys, negli Stati Uniti, zona dalla quale è attualmente scomparsa.
Diffusa generalmente in aree pianeggianti e costiere, la tortora di Zenaide abita le foreste aperte, i loro margini, le radure, le zone ricoperte da boscaglia, i campi coltivati, i giardini e le mangrovie. Evita generalmente le foreste più fitte.

## Tassonomia
Se ne riconoscono tre sottospecie:
- Z. a. salvadorii Ridgway, 1916 - penisola dello Yucatán settentrionale e isole di Cozumel, Holbox e Mujeres (Messico);
- Z. a. zenaida (Bonaparte, 1825) - Bahamas, Grandi Antille e isole Vergini;
- Z. a. aurita (Temminck, 1809) - Piccole Antille.